# مجموعه تپه‌های قباق‌تپه
مجموعه تپه‌های قباق‌تپه یا قواخ تپه محوطه‌ای باستانی در شهرستان کرمانشاه است که آثاری از دورۀ امپراتوری آشور تا دوره اشکانیان و سده‌های میانه دوران‌های تاریخی پس از اسلام را دربرمی‌گیرد. این محوطه در بخش کوزران، دهستان سنجابی، روستای قباق‌تپه واقع شده‌است. محوطۀ قباق‌تپه در تاریخ ۲۷ اسفند ۱۳۸۶ با شمارهٔ ثبت ۲۲۴۳۱ به‌عنوان یکی از آثار ملی ایران به ثبت رسیده است.

## تعیین عرصه و حریم
کار تعیین عرصه و حریم مجموعه تپه‌های قباق‌تپه از روز ۶ اردیبهشت ۱۴۰۲ توسط تیم کاوش باستان‌شناسان دانشگاه رازی به سرپرستی سجاد علی‌بیگی با هدف انجام مقدمات برای فصل دوم کاوش در این مجموعه آغاز شد.
فصل دوم کاوش‌های باستان شناسی در مجموعه تپه‌های قباق‌تپه توسط تیم دانشگاه رازی با همکاری اداره کل میراث فرهنگی، گردشگری و صنایع دستی استان کرمانشاه از اواخر اردیبهشت تا اوایل تیر ۱۴۰۲ ادامه داشت.
در مهر ۱۴۰۳ سجاد علی‌بیگی سرپرست تیم کاوش در قباق‌تپه گفت دست‌کم ۱۰ فصل کاوش دیگر در این محوطۀ باستانی باید صورت بگیرد تا میزانی کافی از اطلاعات در مورد آن به دست بیاید. برای اینکه به میزان بسنده‌ای از اطلاعات در مورد این محوطه باستانی برسیم، باید حداقل ۱۰ فصل کاوش دیگر نیز در آن صورت گیرد.